# Ján Koniarek
Ján Koniarek (30. ledna 1878, Voderady – 4. května 1952, Trnava) byl slovenský sochař, jeden ze zakladatelů novodobé slovenské plastiky.

## Životopis
Narodil se ve Voderadech. Studoval na Uměleckoprůmyslové škole v Budapešti. Na podnět svého učitele navštěvoval také umělecké školy v Římě. Po návratu do Pešti studoval na tamní akademii v mistrovské škole svého krajana profesora Alojze Štróbla. V letech 1902 – 1904 dokončil svá studia u profesora W. von Rumanna na akademii v Mnichově. V letech 1908 až 1914 byl portrétistou královského dvora v Bělehradě. Velká část jeho děl byla zničena během první světové války. Po roce 1918 se usadil v Trnavě, kde měl i ateliér. Zde žil až do své smrti. Od návratu na Slovensko si mnoho sliboval, ale nízké společenské poměry a manipulace v konkurzech ho přivedly ke stažení se do pozadí. Jméno Jána Koniarka nese na jeho počest Galéria Jána Koniarka v Trnave, kde se nachází i část autorova díla ve stálé expozici.

## Tvorba

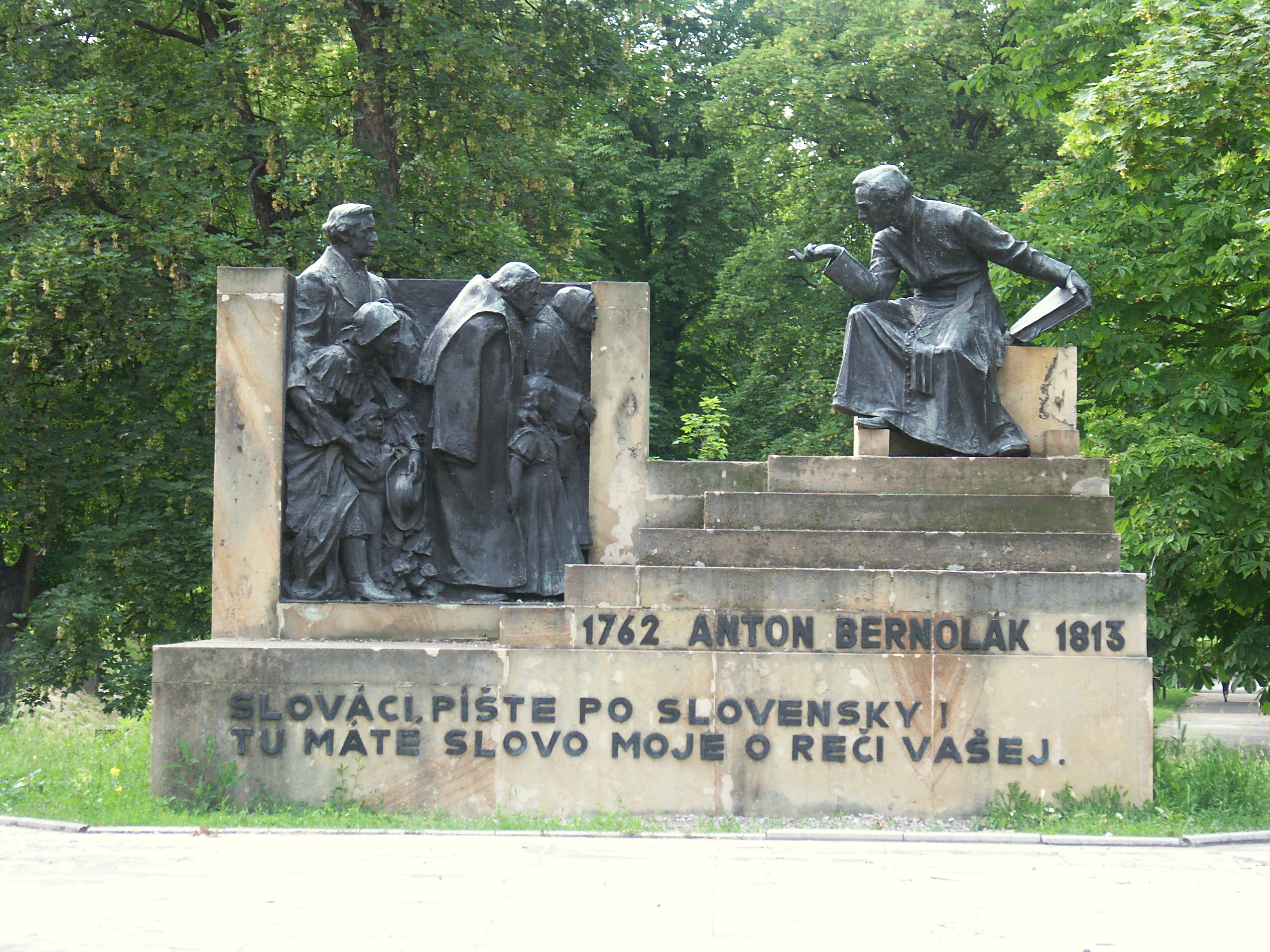
Socha Antona Bernoláka v Trnavě.

Koniarkova tvorba je poznamenána secesními a impresionistickými vlivy přelomu 19. a 20. století. Jeho památník padlým v první světové válce v Trnavě patří k najexcelentnejším dílům "rodinizmu" na Slovensku. V Trnavě se nachází i sousoší Antona Bernoláka či socha Milana Rastislava Štefánika. V Bratislavě jsou připisovány jeho autorství sochy alegorií na budově bývalé Tatra banky, dnes ministerstva kultury SR (architekt Milan Michal Harminc). Vytvořil sochu sedícího básníka Jána Hollého, která je umístěna v jeho rodném domě v Borském Mikuláši. Je autorem mnoha impresivních portrétních studií a monumentálních pomníků.